# Fernando Álvarez Ortiz de Urbina
Fernando Álvarez Ortiz de Urbina (nascido em 17 de novembro de 1973) é um velejador paralímpico espanhol. Participou dos Jogos Paralímpicos de Verão de 2012 em Londres.